# Elżbieta Wesołowska
Elżbieta Maria Wesołowska (ur. 6 lutego 1953) – polska filolog klasyczna, latynistka, profesor nauk humanistycznych, redaktor naczelna Symbolae Philologorum Posnaniensium, członek Komitetu Nauk o Kulturze Antycznej PAN, dyrektor Instytutu Filologii Klasycznej Uniwersytetu im. Adama Mickiewicza w Poznaniu w latach 2006-2020.

## Życiorys
Przez cały okres studiów, aż do 1979 roku, służyła pomocą znakomitej poetce oraz współpracowniczce Józefa Piłsudskiego Kazimierze Iłłakowiczównie.
W 1975 roku uzyskała stopień magistra matematyki na podstawie pracy pt. Przestrzenie nuklearne u prof. Andrzeja Alexiewicza, a w 1977 stopień magistra filologii klasycznej na podstawie pracy pt. Pieśni safickie Horacego u prof. Jana Wikarjaka. Następnie w latach 1977-1981 uczyła matematyki i łaciny w Pobiedziskach i Poznaniu. W 1989 doktoryzowała się z literaturoznawstwa na podstawie pracy pt. Postaci w „Medei” i „Fedrze” Seneki w perspektywie akcji oraz interakcji scenicznej. W 1998 roku habilitowała się z literaturoznawstwa antycznego na podstawie monografii pt. Prologi tragedii Seneki w świetle komunikacji literackiej. 21 lutego 2005 roku otrzymała tytuł profesora.
Badaczka literatury rzymskiej (głównie twórczości Owidiusza), teatru antycznego (dramaty Seneki) oraz recepcji antycznej kultury w literaturze nowożytnej Europy. Tłumaczka Seneki i Owidiusza. Wypromowała około 40 magistrów i 5 doktorów.
Odbyła kwerendy zagraniczne w Bostonie, Heidelbergu, Berlinie, Halle, Liège, Trewirze, Tybingi, Genui i wygłaszała referaty za granicą w Halle, Berlinie, Liège, Genui, Lizbonie, Trewirze, Seili, Kijowie.
Od 1996 roku jest redaktorem naczelnym Symbolae Philologorum Posnaniensium. Od 2011 roku należy do Komitetu Nauk o Kulturze Antycznej PAN. W latach 2016-2019 była ekspertem Polskiej Komisji Akredytacyjnej.
5 lutego 2021 roku odebrała medal Homini Vere Academico.

## Wybrane publikacje[4]

### Książki
- Postaci w „Medei” i „Fedrze” Seneki w perspektywie akcji oraz interakcji scenicznej, Poznań 1991.
- Dzieło lekką stworzone dłonią. Wybór epigramów z „Antologii Palatyńskiej”, przekład i oprac., Poznań 1994.
- Seneka, Agamemnon, wstęp, przekład, oprac., Poznań 1997.
- Prologi tragedii Seneki w świetle komunikacji literackiej, Poznań 1998.
- Seneka, Medea, wstęp, przekład, oprac., Poznań 2000.
- Pseudo-Seneka, Oktawia, wstęp, przekład, oprac., Poznań 2000.
- Rzymska literatura wygnańcza, vol. I: Cyceron i Seneka, Poznań 2003.
- Owidiusz, Żale, wyd. dwujęzyczne, wstęp A. Wójcik, przekład i komentarz M. Puk, E. Wesołowska, Poznań 2003.
- Owidiusz, Elegie wygnańcze, przekład i komentarz E. Wesołowska, wstęp. A. Wójcik, Toruń 2003.
- Owidiusz, Fasti. Kalendarz poetycki, wstęp, przekład i komentarz, Wrocław–Warszawa–Kraków– Gdańsk 2009.

### Artykuły
- Komunikacja literacka w prologu „Medei” Seneki, „Symbolae Philologorum Posnaniensium” 6 (1983), 155–164.
- Samotni bohaterowie „Medei” Seneki, „Symbolae Philologorum Posnaniensium” 7 (1988), 113– 127.
- Gorgias: an inventor of a logical rule? „Euphrosyne” 20 (1992), 255–260.
- Silence in Senecan Drama, „Acta Antiqua Academiae Scientiarum Hungaricae” 33, 4, 1990–1992, 77–82.
- Seneca in the „Octavia”, „Eos” 84 (1996), 285–291.
- Pamięć w rozważaniach Seneki filozofa, „Eos” 85,1, 1998, 23–33.
- Some Remarks on Lie in Senecan „Phaedra”, „Euphrosyne” 28 (2000), 337–354.
- Silence in Modern „Ancient” Plays, w: Proceedings of International Conference „Language of Silence”, Turku–Seili 2001, 243–248.
- Calderona mit wyśniony, w: Teatr Calderona: tradycja i współczesność, Katowice 2002, 60–72.
- Peur et tramblement in Cicero et Seneque, „Eos” 90 (2003), 247–257.
- Senecjańskie „noli me tangere”, „Przestrzenie teorii” 3-4 (2004), 227–237.
- Czy te wersy mogą nudzić? O przekładzie „Fasti” Owidiusza, „Przekładaniec” 17–18 (2007), 72–89.
- Kobiety przed oczami duszy Wyspiańskiego. Kilka osobistych konstatacji, w: Wyspiański i Kazandzakis i modernistyczne wizje antyku, red. M. Borowska, M. Kalinowska, P. Kaniecki, Warszawa 2012, 65–74.
- Circe in Petronius, Sat. 126, 1–139, 4, „Eos” 101 (2014), 207–218.
- Ariadne, Medea, and Gratitude. Some Remarks, w: Carminis Personae: Character in Roman Poetry, eds. M.G. Iodice, M. Zagórski, Warsaw 2014, 85–93.
- Dwie lub trzy Kasandry i co o nich wiem. Kilka uwag, „Prace Filologiczne. Literaturoznawstwo, Dystopie” 4/7 (2014), 35–46.
- Agamemnon i jego lwia rodzina, w: Zabójstwo dziecka w literaturze i kulturze, red. K. Ilski, M. Chmielarz, Z. Kopeć, E. Kraskowska, Poznań 2014, 33–44.
- Seneca in Search of Passing Time, „Classica Cracoviensia” 18 (2015), 475–490.
- Helena Trojańska i magia jej imion, w: Funkcje nazw własnych w literaturze i sztuce, red. I. Sarnowska-Giefing, M. Balowski, M. Graf, Poznań 2015, 743–752.
- Being Friends with Theseus – But Which One? w: De amicitia. Transdisciplinary Studies in Friendship, red. K. Marciniak, E. Olechowska, Warsaw 2016, 393–403.
- The Tears of Odysseus: Brandstaetter’s Revisiting of the Ancient Homeric Tradition, „Symbolae Philologorum Posnaniensium” 27/2 (2017), 121–129.
- Quid est veritas crudelis? w: CRUDELITAS. Okrucieństwo w literaturze i kulturze europejskiej, red. E. Wesołowska, W. Szturc, Poznań 2017, 9–23.

### Redakcja tomów zbiorowych
- Romantyczna ANTIQUITAS. Rzymskie inspiracje w teatrze i dramacie XIX wieku z uwzględnieniem mediacji calderonowskiej i szekspirowskiej, Poznań 2007.
- Antiquity in Popular Literature and Culture, eds. K. Dominas, E. Wesołowska, B. Trocha, Cambridge 2016.
- CRUDELITAS. Okrucieństwo w kulturze i literaturze europejskiej, red. E. Wesołowska, W. Szturc, Poznań 2017.
- HEROICA. Bohaterstwo w kulturze i literaturze europejskiej, red. A. Gawarecka, W. Szturc, E. Wesołowska, Poznań 2019.
- Dwa millennia z Owidiuszem, red. Ł. Berger, M. Miazek-Męczyńska, M. Puk, E. Skwara, E. Wesołowska, Poznań 2020.